# Chrysopa derota
Chrysopa derota är en insektsart som beskrevs av Banks 1937. Chrysopa derota ingår i släktet Chrysopa och familjen guldögonsländor. Inga underarter finns listade i Catalogue of Life.